# Zbigniew Herbert
Zbigniew Herbert (Leópolis, Segunda República de Polonia, 29 de octubre de 1924-Varsovia, Polonia, 28 de julio de 1998) fue un poeta, ensayista y dramaturgo polaco.

## Trayectoria
Herbert nació en Leópolis, Polonia (hoy parte de Ucrania) el 29 de octubre de 1924. Su padre fue banquero y su abuelo, profesor emigrante de Gran Bretaña a Polonia para enseñar inglés.
La educación de Herbert tuvo lugar en plena II Guerra Mundial y en la clandestinidad bajo la ocupación nazi. Fue miembro activo de la resistencia polaca. Luego, durante su estancia en Cracovia en 1947 se graduó en Economía. Asimismo estudió Derecho y Filosofía en la Universidad Nicolás Copérnico de Toruń.
Durante la fase más claramente estalinista (hasta el "octubre polaco"), el régimen político no le permitió publicar sus obras, así que durante la década de 1950 tuvo que trabajar en diferentes ocupaciones. Finalmente pudo publicar su primera obra, Struna światła (La cuerda de luz) en 1956, situándose así rápidamente entre los escritores y poetas punteros de la literatura polaca y mundial.
Su segunda colección de versos, Hermes, pies i gwiazda (Hermes, el perro y la estrella), apareció en 1957. En 1961 publica Studium przedmiotu (El estudio del objeto) y en 1962 el ensayo que lo haría famoso en todo el mundo, Un bárbaro en el jardín (Barbarzyńca w ogrodzie).
Viajó por toda Europa Occidental (Holanda, Francia, Italia, Alemania) y Estados Unidos.
Su obra, Raport z oblężonego miasta i inne wiersze (Informe desde la ciudad sitiada y otros poemas), publicada en 1984 es un alegato contra los problemas de una sociedad, la polaca, bajo la ley marcial.
Destaca su amistad con el premio Nobel Czesław Miłosz. Esa amistad se rompió a causa de sus diferentes puntos de vista ideológicos con respecto a la situación política de Polonia (Herbert siempre destacó por su fuerte patriotismo, al contrario que Miłosz), pero siguieron tratándose. Además, Miłosz fue junto con el matrimonio Carpenter, quien tomó la iniciativa de traducir al inglés los poemas de Herbert.
La autoridad moral de Herbert fue puesta en duda por el régimen, que le atribuyó sin fundamento una enfermedad mental. Ese mismo intento de dañarle ha proseguido, al parecer, tras su muerte en círculos literarios y políticos opuestos. Zagajewski ha aclarado sus rachas incesantes de mala salud, y muchos aspectos que los han hermanado.
Vivió en París, Berlín, Siena, Padua y Estados Unidos, donde formó parte de la Universidad de California.
Falleció en Varsovia, Polonia, el 28 de julio de 1998.

## Premios y reconocimientos
Mereció los premios: Premio Kościelski de 1963 (Ginebra), el Premio Jurzykowski, 1965, el Premio Estatal de Literatura Europea de Austria, 1965, Premio Herder, 1973 (Austria), Petrarca-Preis, 1979 (Alemania) y el Premio de Jerusalén en 1991, (Israel). En 1991 fue candidato al premio Nobel de Literatura.
Existe en Polonia el Premio Literario Internacional Zbigniew Herbert, en su honor.